# Hungry Eyes
"Hungry Eyes" —en español: «Ojos hambrientos»— es una canción interpretada por el músico estadounidense Eric Carmen, exmiembro de la banda Raspberries, y apareció en la película Dirty Dancing (1987). La canción fue grabada en Beachwood Studios en Beachwood, Ohio en 1987. «Hungry Eyes» alcanzó el puesto número 4 en la lista Billboard Hot 100 y el número 3 en el Cash Box Top 100 en 1988. La poderosa balada no se lanzó comercialmente en el Reino Unido, pero logró alcanzar su punto máximo en el puesto 82 en enero de 1988, habiendo registrado únicamente las ventas de importación.
Los compositores Franke Previte y John DeNicola escribieron la canción, así como otro éxito de la banda sonora de Dirty Dancing, «(I've Had) The Time of My Life». John DeNicola renovó «Hungry Eyes» para su álbum debut, The Why because, lanzado en octubre de 2019. Al explicar su versión, DeNicola dice: «Pensé que sería divertido grabar "Hungry Eyes" de una manera que lo diferenciara de la versión Dirty Dancing y decidí intentar que sonara como una banda moderna de indie-rock imitando una canción de synth-pop de los 80».
El video musical presentaba a Carmen con la modelo Sally Steele, quien luego fundó Vegas Rocks! Magazine.

## Antecedentes
Eric Carmen, el intérprete de «Hungry Eyes», había sido el vocalista de los Raspberries. Carmen lanzó su primer álbum en solitario Eric Carmen, que contenía el éxito mundial «All By Myself».
«Hungry Eyes» fue su mayor éxito y fue escrito en 1984 por John DeNicola y Franke Previte. Originalmente fue grabado por la banda de Previte, Frankie and The Knockouts para su álbum Makin the Point. Jimmy Ienner, el productor de la banda de Carmen de su carrera temprana, The Raspberries, le pidió que cantara esta canción para el álbum Dirty Dancing porque estaba familiarizado con el estilo musical de Carmen. Carmen dudaba en producir una canción para la banda sonora de otra película porque creía que la música de la banda sonora tenía «muertes horribles», pero Carmen grabó una canción muy popular que aún se puede escuchar en las estaciones de radio y comerciales de televisión.

## Personal
- Eric Carmen: voz principal y coros

- Franke Previte: coros

- John DeNicola: sintetizadores

- Steve Capuano: guitarra eléctrica
- John Siegler: bajo

- Peter Bunetta: batería y pandereta

- Patty Zurkowski: coros
- Leslie Angello: coros
- Becky Kilbourne: coros

## Lanzamientos
La canción fue lanzada comercialmente en vinilo de 7 pulgadas en muchos países; además, se produjeron un maxi single de 3 pistas y 12 pulgadas y un casete de 2 pistas. Los singles de CD eran un formato relativamente nuevo; sin embargo, en 1988 se lanzó comercialmente un sencillo mini CD japonés de 2 pistas.

## En la cultura popular
La canción aparece en la película Sausage Party (2016) y en el doblaje en inglés de Bad Cat.

## Otras versiones
En 2004, el grupo de danza británico Eyeopener versionó «Hungry Eyes». Su versión house alcanzó el puesto 16 en el Reino Unido y el 25 en Irlanda. La canción fue la segunda de cuatro sencillos con «Eyes» como última palabra del título.
Una versión reelaborada con letra alterada de James Radford aparece en un comercial de 2017 de comida para gatos Sheba en el Reino Unido.
Greyson Chance hizo una versión de la canción en 2017 para el remake de Dirty Dancing que se lanzó ese mismo año. La portada fue lanzada como single y también en la banda sonora de la película.